# 덕우전자
덕우전자 주식회사는 대한민국의 부품 제조 기업이다.